# Фукуда, Ясуо
Ясуо Фукуда (яп. 福田 康夫; род. 16 июля 1936, Такасаки, префектура Гумма) — премьер-министр Японии в 2007—2008. Старший сын Такэо Фукуды (1905—1995), премьер-министра в 1976—1978 (первый в истории Японии случай, когда этот пост занимают отец и сын).

## Биография
Окончил токийский Университет Васэда. В 1959—1976 годах работал в нефтеперерабатывающей компании. В 1977—1978 годах возглавлял секретариат премьер-министра Такэо Фукуды, затем в течение 1979—1989 годов был личным секретарем вышедшего в отставку отца. В 1995—1996 годах — парламентский заместитель министра иностранных дел. Затем занимал различные партийные должности в Либерально-демократической партии.
В 2000—2004 годах генеральный секретарь правительства Японии.
Лидер Либерально-демократической партии Японии с 23 сентября 2007 года (на этом посту также преемник Абэ). Утверждён Палатой представителей 25 сентября с преимуществом более 100 голосов, хотя Палата советников поддержала иную кандидатуру — Итиро Одзавы. По японским законам голосование Палаты представителей имеет преимущество, поэтому именно Фукуде император 26 сентября поручил сформировать правительство.
Кабинет Фукуды до лета 2008 года по составу был практически идентичен правительству Абэ. После ряда коррупционных скандалов и сильного падения рейтинга 1 сентября 2008 года Фукуда объявил об уходе в отставку.